# Nils Hjelmström
Nils Erik Hjelmström (* 29. August 1915 in Råneå, Luleå; † 17. Oktober 2003 in Båstad) war ein schwedischer Skispringer.

## Werdegang
Hjelmström sprang bei der Nordischen Skiweltmeisterschaft 1934 in Sollefteå auf 49 und 54 Meter und landete damit auf dem 18. Platz.
Zwei Jahre später gehörte Hjelmström bei den Olympischen Winterspielen 1936 in Garmisch-Partenkirchen zum schwedischen Team. Im Einzel von der Normalschanze lag er nach dem ersten Durchgang mit einem Sprung auf 68 Meter auf dem 13. Platz, fiel aber nach einem schwachen zweiten Durchgang auf den 16. Platz zurück.
Bei der Nordischen Skiweltmeisterschaft 1938 in Lahti ging Hjelmström erneut an den Start. Jedoch verpasste er den Sprung unter die Top 50.